# El juego del pato
El juego del pato es una pintura al óleo del pintor argentino Ángel Della Valle, realizada en el año 1892.